# Полтавская площадь
Полта́вская пло́щадь — ранее существовавшая в Саратове площадь. Находилась в прямоугольнике, образованном Константиновской, Астраханской, Дворянской и Царёвской улицами. Размеры площади — 260 на 298,5 м (77 610 м²).
Площадь сложилась примерно к середине XIX века (к этому времени относится складывание улиц, ограничивающих площадь) и первоначально не имела названия.
В 1889 году в память 900-летия крещения Руси на площади был воздвигнут Княже-Владимирский собор по проекту Алексея Салько. Площадь получила название Полтавской в честь годовщины Полтавской битвыю Предполагалось, что эта площадь станет в будущем новым центром Саратова, однако эта идея не была реализована.
В 1903 году вокруг собора были произведены лесопосадки и был создан первый в Саратове публичный городской парк. В 1936 году он был преобразован в Детский парк. В 1930 году собор был снесён, в 2005—2010 гг. неподалёку (не в центре площади, а на углу) выстроена новая церковь с тем же названием.
Сама площадь в настоящее время не выделяется.

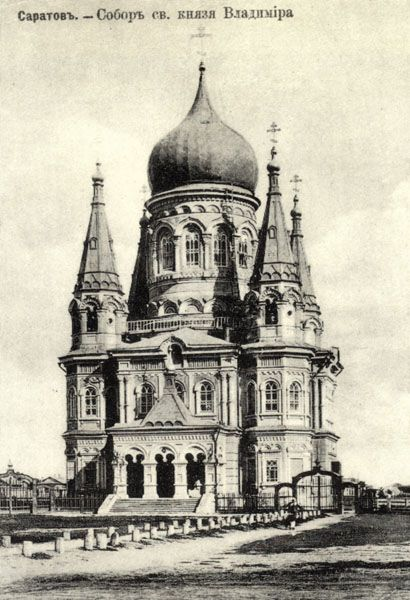
Княже-Владимирский собор на Полтавской площади
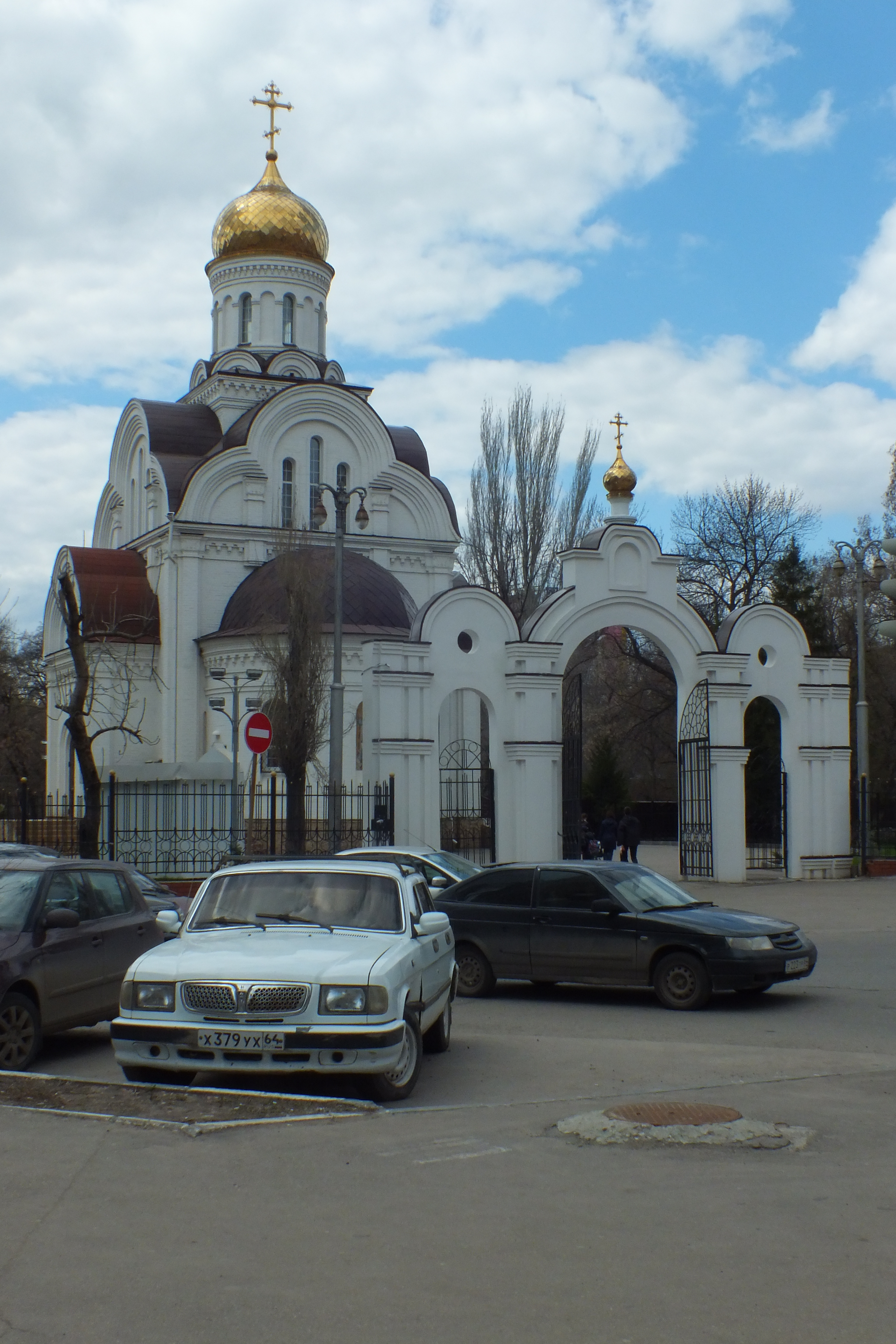
Собор Владимира Равноапостольного, построенный в 21 веке